# ایران در المپیک تابستانی ۱۹۶۰
ایران در بازی‌های المپیک تابستانی ۱۹۶۰ که در رم ایتالیا برگزار شد، با ۲۵ ورزشکار شرکت نمود و موفق به کسب ۴ مدال و رتبه بیست‌وهفت‌ام در این بازی‌ها شد.

## رشته‌ها و تعداد شرکت‌کنندگان
| ورزش       | مردان | زنان | مجموع |
| ---------- | ----- | ---- | ----- |
| دوومیدانی  | ۱     |      | ۱     |
| مشت‌زنی     | ۴     |      | ۴     |
| تیراندازی  | ۱     |      | ۱     |
| وزنه‌برداری | ۷     |      | ۷     |
| کشتی       | ۱۲    |      | ۱۲    |
| مجموع      | ۲۵    | ۰    | ۲۵    |

## مدال‌ها

### جدول مدال‌ها
| رشته       | طلا | نقره | برنز | مجموع |
| ---------- | --- | ---- | ---- | ----- |
| وزنه‌برداری |     |      | ۱    | ۱     |
| کشتی       |     | ۱    | ۲    | ۳     |
| مجموع      |     | ۱    | ۳    | ۴     |

| مدال | نام             | رشته       | مسابقه                |
| ---- | --------------- | ---------- | --------------------- |
| نقره | غلامرضا تختی    | کشتی       | ۸۷ کیلوگرم آزاد مردان |
| برنز | اسماعیل علم‌خواه | وزنه‌برداری | ۵۶ کیلوگرم مردان      |
| برنز | ابراهیم سیف‌پور  | کشتی       | ۵۲ کیلوگرم آزاد مردان |
| برنز | محمد پذیرایی    | کشتی       | ۵۶ کیلوگرم آزاد مردان |